# Gararagua
Gararagua è una circoscrizione rurale (rural ward) della Tanzania situata nel distretto di Siha, regione del Kilimangiaro. Conta una popolazione di 9 884 abitanti (censimento 2012).